# دوشان یلیچ
دوشان یلیچ (سیریلیک: Душан Јелић; متولد ۱۳ اوت ۱۹۷۴) یک بازیکن بازنشسته بسکتبال پست سنتر با ملیت‌های صربی-یونانی می‌باشد. مانند بسیاری از بازیکنان یوگسلاوی سابق در دهه ۹۰ میلادی خود را به شهروندی کشور یونان درآورد.
نام Ntousan Koutsopoulos (یونانی: Ντοὐσαν Κουτσόπουλος) را زمانی که در یونان به عنوان یک بازیکن بومی بازی می‌کرد، را برای خود انتخاب کرد. او همچنین با نام Dušan Jelic Koutsopoulos شناخته می‌شود.
در حال حاضر ایشان سرمربی یک آکادمی بسکتبال در کشور صربستان می‌باشند.
همچنین ایشان توانستند در لیگ دسته یک بسکتبال باشگاه‌های ایران در فصل های ۹۶–۹۵ و ۹۷-۹۶  همراه با تیم باشگاه بسکتبال پتروشیمی بندر امام خمینی در هر دو سال مقام سوم این مسابقات را کسب نمایند.